# Nicholas Lucena
Nicholas „Nick“ Lucena (* 29. Januar 1979 in Ft. Lauderdale (Florida), USA) ist ein US-amerikanischer Beachvolleyballspieler.

## Sportliche Laufbahn
Nicholas Lucena spielte seit 2001 auf der US-amerikanischen AVP Tour, wo er zwei Turniere gewann, und international seit 2005 auf der FIVB World Tour.
Sein erster Partner hier war 2005 Phil Dalhausser. 2009 spielte er mit Bradley Keenan bei der WM in Stavanger 2009 und landete auf Platz 17.
Seit 2010 spielte Nicholas Lucena mit Matthew Fuerbringer, mit dem er 2010 in Klagenfurt und 2011 in Québec jeweils ins Endspiel kam, dort aber gegen das US-Spitzenduo Dalhausser/Rogers unterlag.
Bei der WM in Rom 2011 landeten Fuerbringer/Lucena auf Platz neun. 2013 trat Lucena zunächst mit John Hyden an. Das Duo absolvierte seine ersten gemeinsamen Grand Slams in Den Haag und Rom.
Bei der WM 2013 in Stare Jabłonki schieden Hyden/Lucena trotz eines Sieges über die Kanadier Saxton/Schalk nach der Vorrunde aus. Anschließend spielte zwei Jahre abwechselnd mit Theodore Brunner und mit Ryan Doherty.
Seit August 2015 war Phil Dalhausser wieder sein Partner. Lucena/Dalhausser belegten beim Grand Slam in Long Beach Platz zwei, gewannen die Xiamen Open und landeten beim World Tour Finale in Fort Lauderdale auf Platz zwei.
In der Saison 2015/16 gab es für die US-Amerikaner fast ausnahmslos Top-Ten-Platzierungen mit mehreren Turniersiegen, u. a. beim Major in Hamburg.
Bei den Olympischen Spielen in Rio de Janeiro 2016 schieden sie im Viertelfinale gegen die späteren Goldmedaillengewinner Alison/Bruno aus und belegten Platz fünf.
Bei der Beachvolleyball-Weltmeisterschaften 2019 spielte der aus Florida stammende Sportler mit Phil Dalhausser und schied im Viertelfinale gegen die deutsche Mannschaft Julius Thole/Clemens Wickler mit 0:2 aus. Dalhausser und Lucena qualifizierten sich für die Sommerspiele 2021 in Tokio. Die beiden schieden im Achtelfinale gegen Cherif/Ahmed aus Katar aus.
Nach Dalhaussers Karriereende spielte Lucena 2022 mit Andy Benesh.

## Privates
Lucena hat mit der Beachvolleyballerin Brooke Niles seit April 2013 einen Sohn.